# 彭清
彭清（？—1502年），字源潔，陝西榆林人，明朝軍事將領。
其初襲綏德衛指揮使，以功擢都指揮僉事。弘治初年，擔任右參將，分守肅州，并抵禦蒙古入犯。之後與甘肅巡撫王繼收復哈密立功，為兵部尚書馬文升所器重。當時因病乞休，馬文升力薦留下。弘治八年（1495年），擔任左副總兵，鎮守甘肅。當時哈密被吐魯番攻陷，甘肅巡撫許進引薦移彭清到涼州，并收復哈密，遷都指揮使。弘治十年（1497年），擢都督僉事以替代總兵官劉寧，平定西域。後屢次辭疾，請解兵柄，不被批准。弘治十五年（1502年）去世。死後貧不能歸葬，明孝宗聽聞後，命撫臣發帑錢，資送歸里，賜祭葬如制。